# Партионный офицер
Партионный офицер — чин Русской императорской армии (1813 года),  избираемый и назначаемый из офицеров «достойнейших по поведению и знанию службы» шефом гарнизонного полка, либо  командиром губернского батальона для организации маршей отряда (партии) рекрутов к местам сбора (дислокации Резервной армии) . Чаще всего отрядам приходилось преодолевать тысячи километров.

## Обязанности
Партионному офицеру вручалось «наставление для отвода рекрут» и предписывалось соблюдать наставление так же точно, как положения воинского устава. Партионный офицер должен был принять в партию рекрут по «формулярному списку». Опросить каждого рекрута в соответствии с формуляром: имя, отчество, «прозвание», рост, наименование уезда, наименование селения (помещичьего или казенного), звание, семейное положение, имя жены, сколько собственных денег. Больные рекруты в партию (отряд) не включались.
Офицер под расписку получал «кормовые, прогонные» деньги, а также средства для выплаты жалований, оплаты лечения рекрутов в лазаретах. Жалование рекрута составляло 50 коп . Офицеру вручался формуляр, табель на цены, которые в то время существовали, и две тетради. В первой  вёлся учет заболевших рекрут, оставленных в лазаретах, во второй — квитанции о возмездном квартировании . Каждому рекруту объявлялось, что его деньги «останутся навсегда его собственностью» . Однако, деньги изымались офицером для хранения. Партионный офицер обязан был «сохранять в неприкосновенности» собственность каждого рекрута, а также требовать от офицеров, провожатых и рекрут в городах и селениях по маршруту следования «никому ни малейших обид, озлоблений, своевольств не чинить, безденежно и в подарок ничего и ни у кого не брать». Партия (отряд) рекрут разбивалась на артели (отделения) по 10 человек. Такое деление обеспечивало соблюдение порядка: в отделении вменялось каждому рекруту следить за другими с целью предотвращения совершения дурных поступков, приведённых выше, а также побегов.
Офицер обязан был внимательно осмотреть обмундирование рекрута: кафтан со стоячим воротником, панталоны на холстинной подкладке, суконный ранец, фуражку, одну пару новых кожаных сапог, рукавицы с варежками, две рубахи, двое штанов, шинель. Рекрутов «приветствовать ласковыми словами и приятным взором». Партионный офицер должен был сознавать, что каждый рекрут «посвящается на службу Государю и на защиту Отечества» и поступать с ними «как отец с детьми»: не ослабляя предписанного порядка, наставлять каждого рекрута «просто, без строгости, терпеливо и кротко». Стараться в процессе длительного марша прививать им непоколебимую верность Государю и любовь к Отечеству. Службу воспринимать как «достойную, почетную, легкою и приятною». По прибытии к месту сбора по полученным рекрутами знаниям и образованию можно было судить о достоинствах самого партионного офицера.

## Примечание
1. 1 2  Полное собрание законов Российской Империи, 1830, с. 664.
2. 1 2  Полное собрание законов Российской Империи, 1830, с. 666.
3. ↑  Полное собрание законов Российской Империи, 1830, с. 667.
4. ↑  Полное собрание законов Российской Империи, 1830, с. 665.